# Sandafjall
Sandafjall är en bergstopp i republiken Island. Den ligger i regionen Norðurland vestra, 190 km nordost om huvudstaden Reykjavík. Toppen på Sandafjall är 943 meter över havet.
Trakten runt Sandafjall är nära nog obefolkad, med mindre än två invånare per kvadratkilometer. Det finns inga samhällen i närheten. Trakten runt Sandafjall består i huvudsak av gräsmarker.